# Кашапов, Наиль Фаикович
Кашапов Наиль Фаикович (род. 8 ноября 1960 г.) ― российский ученый, специалист в области создания высокоэнергетических плазменных установок и технологий на их основе, кандидат физико-математических наук, доктор технических наук, профессор, член-корреспондент Академии Наук Республики Татарстан и Российской академии инженерных наук, заслуженный изобретатель Республики Татарстан, проректор по инженерной деятельности и директор Инженерного института Казанского Федерального Университета.

## Биография
Родился в 1960 г. в г. Казань. В 1983 г. окончил Казанский государственный университет по специальности «Физика». В 1991 г. защитил кандидатскую диссертацию по специальности «Физика и химия плазмы», затем, в 2002 г. — докторскую диссертацию. В 2005 г. присвоено звание — профессор. С 1983 по 2010 гг. работал в НИИ технологий насосного машиностроения. С 2010 г. работает в Казанском Федеральном университете проректором по инновационной и инженерной деятельности, заведующий кафедры технологического оборудования медицинской и легкой промышленности, затем кафедры технической физики и энергетики КФУ, С 2013 г. — директором Инженерного института Казанском Федеральном университете. В 2005 г. ему присвоено звание — Заслуженный изобретатель Республики Татарстан. С 2008 г. — член Академии наук республики Татарстан по специальности «Энергетика». Руководит научно-педагогической школой «Плазменное нанесение покрытий». Награжден медалью «В память 1000-летия Казани», орденом «За заслуги перед Республикой Татарстан». Автор более 500 научных работ, в том числе 4 монографий, 5 учебных пособий и 40 изобретений.

## Награды и звания
- Медаль «В память 1000-летия Казани»
- Орден «За заслуги перед Республикой Татарстан»

## Научные труды
- Процесс осаждения заряженной полидисперсной газовзвеси на поверхность пластины в электрическом поле